# Clifford Chance
Clifford Chance LLP es un bufete de abogados internacional con sede en Londres. Forma parte del Magic Circle y es uno de los despachos más grandes del mundo, con una facturación de 2,7 mil millones de dólares y 2,79 millones de dólares por socio. Centra su actividad en el derecho corporativo, asesorando de manera multidisciplinar en materias como derecho de sociedades, fusiones y adquisiciones, mercado de capitales, arbitraje (derecho), derecho bancario o derecho fiscal.
Clifford Chance forma parte del prestigioso grupo de firmas de abogados de élite en Reino Unido, el Magic Circle, situándose como la número uno entre ellas por ingresos totales (2.055 millones de euros) y la séptima en el mundo en términos absolutos.
La firma cuenta con 31 oficinas en 23 países. En España, sus sedes se encuentran en Madrid y Barcelona, y su equipo lo componen más de 160 abogados y 100 profesionales de apoyo.

## Historia
Clifford Chance tiene sus orígenes en dos despachos previos: Coward Chance, cuyos orígenes datan de 1802, y Clifford Turner, de 1900.
La fusión de ambos en 1987 dio como resultado Clifford Chance. Ninguna de las dos firmas anteriores eran firmas de elevado prestigio en Londres, pero la fusión dotó al despacho resultante de una nueva forma y perfil de excelencia, que condujo a un empuje global de la presencia de las firmas londinenses en el mundo.

## Áreas de práctica
- Antitrust
- Derecho Bancario
- Mercados de valores
- Fusiones y adquisiciones
- Derecho Inmobiliario
- Derecho Financiero
- Derecho Fiscal
- Arbitraje y Litigación
- Gobierno corporativo
- Private equity
- Derecho Laboral
- Insolvencia y reestructuraciones

## Oficinas
- Abu Dhabi
- Ámsterdam
- Barcelona
- Beijing
- Bruselas
- Bucarest
- Casablanca
- Dubái
- Düsseldorf
- Frankfurt
- Hong Kong
- Estambul
- Londres (oficina central)
- Luxemburgo
- Madrid
- Milán
- Moscú
- Múnich
- Newcastle
- Nueva York
- París
- Perth
- Praga
- Roma
- São Paulo
- Seúl
- Shanghái
- Singapur
- Sídney
- Tokio
- Varsovia
- Washington D.C